# Coleophora acutiphaga
Coleophora acutiphaga é uma espécie de mariposa do gênero Coleophora pertencente à família Coleophoridae.